# Éditions Phébus
 (avril 2013).
Si vous disposez d'ouvrages ou d'articles de référence ou si vous connaissez des sites web de qualité traitant du thème abordé ici, merci de compléter l'article en donnant les références utiles à sa vérifiabilité et en les liant à la section « Notes et références ».
Les éditions Phébus est une maison d'édition fondée en France, en 1975, par Jean-Pierre Sicre. C'est, depuis 2009, un département du groupe Libella.

## Historique
Les éditions Phébus est une maison d'édition fondée l'année 1975, en France, par Jean-Pierre Sicre.
La situation économique des éditions Phébus a longtemps été problématique. Lorsqu'elles décrochent, en 1985, le prix des Librairies (La Mémoire du Fleuve, de Christian Dedet), les éditions Phébus possèdent un catalogue de près de cent titres et ont acquis une certaine reconnaissance auprès du public. En 2006, deux ans après la reprise de la maison par le groupe Libella, le départ de l'éditeur Jean-Pierre Sicre ébranle Phébus. La littérature étrangère, dirigée par Daniel Arsand jusqu'en octobre 2015 est désormais dirigée par Nils C. Ahl et la littérature française par Louis Chevaillier, ancien responsable de la collection « Folio », qui a pris la suite de Lionel Besnier. Nouvelle génération qui accueille au catalogue des textes fluides, incarnés, généreux suivant une ligne éditoriale inspirée de Blaise Cendrars s'adressant dans Rhum « aux jeunes gens d'aujourd'hui fatigués de la littérature pour leur prouver qu'un roman peut aussi être un acte ». 
La société Éditions Phébus est dissoute le 18 septembre 2009. C'est depuis un département de l'éditeur Libella.